# Liste de jeux vidéo Mobile Suit Gundam
Mobile Suit Gundam (機動戦士ガンダム, Kidō Senshi Gundamu) ou Gundam est une série de jeux vidéo adaptée de la saga d'animation japonaise Gundam débutée en 1979, avec l'œuvre de Yoshiyuki Tomino (富野 喜幸) et de Hajime Yadate (矢立 肇).
Comme dans l'anime, les jeux vidéo de la série mettent en scène les mechas dans leur univers. La série a été largement adaptée en jeux vidéo dans plusieurs genres, (combat, shoot them up, beat them all, jeu de stratégie au tour par tour, tactical RPG, Rôle…) et sur diverses plates-formes de jeu.

## Logiciels
| Titre                                   | Développeur | Éditeur | Genre     | Plate-forme            | Année |
| --------------------------------------- | ----------- | ------- | --------- | ---------------------- | ----- |
| Gundam: Virtual Modeler - Light         | Bandai      | Bandai  | Stratégie | Power Macintosh Pipp!n | 1996  |
| Gundam: Virtual Modeler - Pro - Ver.1.O | Bandai      | Bandai  | Stratégie | Power Macintosh        | 1996  |

## Jeux
| Titre                                                                             | Développeur                        | Éditeur            | Genre                      | Plate-forme                                            | Année     |
| --------------------------------------------------------------------------------- | ---------------------------------- | ------------------ | -------------------------- | ------------------------------------------------------ | --------- |
| @Card: SD Gundam Gaiden                                                           | Bandai                             | Bandai             | Stratégie                  | Power Macintosh Pipp!n                                 | 1997      |
| Anime Slot Revolution: Pachi-Slot Kidō Senshi Gundam II - Ai Senshi Hen           | Yamasa                             | Yamasa             | Pachi-slot                 | Wii                                                    | 2007      |
| Dynasty Warriors: Gundam                                                          | Koei                               | Namco Bandai Games | Beat them all              | PlayStation 3 Xbox 360 PlayStation 2                   | 2007      |
| Dynasty Warriors: Gundam 2                                                        | Koei / Omega Force                 | Namco Bandai Games | Beat them all              | PlayStation 2 PlayStation 3 Xbox 360                   | 2008      |
| Emblem of Gundam                                                                  | Bandai                             | Namco Bandai Games | Stratégie                  | Nintendo DS                                            | 2008      |
| G Arms: Operation Gundam                                                          | Bandai                             | Bandai             | Action                     | Game Boy                                               | 1991      |
| Gundam 0079: The War For Earth                                                    | Presto Studios                     | Bandai             | Stratégie                  | Power Macintosh PC : Windows PlayStation               | 1997      |
| Gundam Assault Survive                                                            | BEC                                | Namco Bandai Games | Action                     | PlayStation Portable                                   | 2010      |
| Gundam Battle Chronicle                                                           | Artdink                            | Namco Bandai Games | Action                     | PlayStation Portable                                   | 2007      |
| Gundam Battle Online                                                              | Bandai                             | Bandai             | Action                     | Dreamcast                                              | 2001      |
| Gundam Battle Royale                                                              | Artdink                            | Namco Bandai Games | Action                     | PlayStation Portable                                   | 2006      |
| Gundam Battle Tactics                                                             | Artdink                            | Namco Bandai Games | Action                     | PlayStation Portable                                   | 2005      |
| Gundam Battle Universe                                                            | Artdink                            | Namco Bandai Games | Action                     | PlayStation Portable                                   | 2008      |
| Gundam Side Story 0079: Rise From the Ashes                                       | Bandai                             | Bandai             | Action                     | Dreamcast                                              | 1999      |
| Gundam Tactics: Mobility Fleet0079                                                | Bandai                             | Bandai             | Stratégie                  | Power Macintosh Pipp!n PC : Windows                    | 1996      |
| Gundam: Battle Operating Simulator                                                | Banpresto                          | Banpresto          | Tir à la première personne | Chihiro                                                | 2005      |
| Kidō Butoden G Gundam                                                             | Bandai                             | Bandai             | Combat                     | Super Nintendo                                         | 1994      |
| Kidō Gekidan Haro Ichiza: Gundam Mahjong + Z - Sara ni Deki Ruyōni Nattana!       | Microvision                        | Namco Bandai Games | Mah-jong                   | Nintendo DS                                            | 2007      |
| Kidō Gekidan Haro Ichiza: Gundam Mahjong DS - Oyaji nimo Agarareta koto nai noni! | Microvision                        | Namco Bandai Games | Mah-jong                   | Nintendo DS                                            | 2005      |
| Kidō Gekidan Haro Ichiza: Haro no Puyo Puyo                                       | Bandai                             | Bandai             | Puzzle                     | Game Boy Advance                                       | 2005      |
| Kidō Senshi Gundam 00                                                             | Namco Bandai Games                 | Namco Bandai Games | Action                     | Nintendo DS PlayStation 2                              | 2008      |
| Kidō Senshi Gundam F91: Formula Wars 0122                                         | Bandai                             | Bandai             | Shoot them up              | Super Nintendo                                         | 1991      |
| Kidō Senshi Gundam Seed                                                           | Bandai                             | Bandai             | Beat them all              | WonderSwan Color                                       | 2003      |
| Kidō Senshi Gundam: Cross Dimension 0079                                          | Bandai                             | Bandai             | Tactical RPG               | Super Nintendo                                         | 1995      |
| Kidō Senshi Gundam: Extreme Vs.                                                   | Bandai                             | Namco Bandai Games | Action                     | System 357                                             | 2010      |
| Kidō Senshi Gundam: Giren no Yabō                                                 | Bandai                             | Bandai             | Stratégie                  | Saturn WonderSwan Color                                | 1998      |
| Kidō Senshi Gundam: Giren no Yabō - Kōryaku Shireisho                             | Bandai                             | Bandai             | Action                     | Saturn                                                 | 1998      |
| Kidō Senshi Gundam: Giren no Yabō - Zeon no Keifu                                 | Bandai                             | Bandai             | Stratégie                  | PlayStation Dreamcast PlayStation Portable             | 2000      |
| Kidō Senshi Gundam: Senjō no Kizuna                                               | Bandai                             | Namco Bandai Games | Tir à la première personne | N2 Satellite Terminal PlayStation Portable             | 2006      |
| Kidō Senshi Gundam: Senki Record U.C. 0081                                        | BEC                                | Namco Bandai Games | Action                     | PlayStation 3                                          | 2009      |
| Kidō Senshi Gundam: Senshitachi no Kiseki                                         | Bandai                             | Bandai             | Tir à la première personne | GameCube                                               | 2004      |
| Kidō Senshi Gundam: Vol. 1 - -Side7-                                              | Bandai                             | Bandai             | Stratégie                  | WonderSwan Color                                       | 2001      |
| Kidō Senshi Gundam: Vol. 2 - -Jaburo-                                             | Bandai                             | Bandai             | Stratégie                  | WonderSwan Color                                       | 2001      |
| Kidō Senshi Gundam: Vol. 3 - -A Baoa Qu-                                          | Bandai                             | Bandai             | Stratégie                  | WonderSwan Color                                       | 2002      |
| Kidō Senshi V Gundam                                                              | Bandai                             | Bandai             | Action / Beat them all     | Super Nintendo                                         | 1994      |
| Kidō Senshi Z Gundam: Away to the Newtype                                         | Bandai                             | Bandai             | Stratégie                  | Super Nintendo                                         | 1996      |
| Kidō Senshi Z Gundam: Hot Scramble                                                | Game Studio                        | Bandai             | Shoot them up              | Nintendo Entertainment System Game Boy Advance         | 1986      |
| Kidō Senshi Z Gundam: Kōhen Uchū o Kakeru                                         | Bandai                             | Bandai             | Shoot them up              | Saturn                                                 | 1997      |
| Kidō Senshi Z Gundam: Zenpen Zeta no Kodō                                         | Bandai                             | Bandai             | Shoot them up              | Saturn                                                 | 1997      |
| Kidō Sōkō Dion                                                                    | Vic Tokai                          | Vic Tokai          | Shoot them up              | Super Nintendo                                         | 1992      |
| Mobil Suit Gundam: Final Shooting                                                 | Bandai                             | Banpresto          | Tir au pistolet            | System SSV                                             | 1995      |
| Mobile Ops: The One Year War                                                      | Dimps / Dream Execution Technology | Namco Bandai Games | Tir à la première personne | Xbox 360                                               | 2008      |
| Mobile Soldier Gundam                                                             | Bandai                             | Bandai             | Action                     | Arcadia 2001                                           | 1983      |
| Mobile Suit Gundam                                                                | Bandai                             | Banpresto          | Combat                     | Seta 1st Generation                                    | 1993      |
| Mobile Suit Gundam                                                                | CRI                                | Bandai             | Action                     | Saturn                                                 | 1995      |
| Mobile Suit Gundam Mobile Suit Gundam Ver. 2.0                                    | Bandai Entertainment               | Bandai             | Shoot them up              | PlayStation                                            | 1995 1996 |
| Mobile Suit Gundam 0079: Card Builder                                             | Banpresto                          | Banpresto          | Stratégie                  | Naomi 2 Satellite Terminal                             | 2005      |
| Mobile Suit Gundam 0083: Card Builder                                             | Banpresto                          | Banpresto          | Stratégie                  | Naomi 2 Satellite Terminal                             | 2007      |
| Mobile Suit Gundam SEED: Battle Assault                                           | Bandai                             | Bandai             | Combat                     | Game Boy Advance                                       | 2004      |
| Mobile Suit Gundam SEED: Destiny                                                  | Bandai                             | Bandai             | Combat                     | Game Boy Advance                                       | 2004      |
| Mobile Suit Gundam SEED: Federation vs. Z.A.F.T.                                  | Capcom                             | Bandai             | Tir au pistolet            | System 246 PlayStation 2 PlayStation Portable          | 2005      |
| Mobile Suit Gundam SEED: Federation vs. Z.A.F.T. II                               | Capcom                             | Namco Bandai Games | Tir au pistolet            | System 246 PlayStation 2                               | 2006      |
| Mobile Suit Gundam SEED: Tomo to Kimi to Koko de                                  | Bandai                             | Bandai             | Action                     | Game Boy Advance                                       | 2004      |
| Mobile Suit Gundam: Classic Operation                                             | Family Soft                        | Family Soft        | Stratégie                  | PC-9801 X68000                                         | 1991      |
| Mobile Suit Gundam: EX Revue                                                      | Bandai                             | Banpresto          | Combat                     | Seta 2nd Generation                                    | 1994      |
| Mobile Suit Gundam: Federation vs. Zeon DX                                        | Capcom                             | Bandai             | Tir au pistolet            | Naomi GD-ROM Dreamcast PlayStation 2                   | 2001      |
| Mobile Suit Gundam: Gundam vs. Gundam                                             | Capcom                             | Banpresto          | Combat                     | System 256 PlayStation Portable                        | 2008      |
| Mobile Suit Gundam: Gundam vs. Gundam Next                                        | Capcom                             | Banpresto          | Combat                     | System 256 PlayStation Portable                        | 2009      |
| Mobile Suit Gundam: Hyper Classic Operation                                       | Family Soft                        | Family Soft        | Stratégie                  | FM Towns                                               | 1992      |
| Mobile Suit Gundam: Hyper Desert Operation                                        | Family Soft                        | Family Soft        | Stratégie                  | FM Towns                                               | 1992      |
| Mobile Suit Gundam: Last Shooting                                                 | Bandai                             | Bandai             | Tir au pistolet            | MSX                                                    | 1984      |
| Mobile Suit Gundam: MS Sensen 0079                                                | Bandai                             | Bandai Namco Games | Tir à la première personne | Wii                                                    | 2007      |
| Mobile Suit Gundam: MSVS                                                          | Bandai                             | Bandai             | Stratégie                  | WonderSwan                                             | 1999      |
| Mobile Suit Gundam: MSVS - Earth Federation                                       | Bandai                             | Bandai             | Stratégie                  | WonderSwan Color                                       | 2000      |
| Mobile Suit Gundam: MSVS - Zeon                                                   | Bandai                             | Bandai             | Stratégie                  | WonderSwan Color                                       | 2000      |
| Mobile Suit Gundam: Side Story - The Blue Destiny                                 | Bandai                             | Bandai             | Tir au pistolet            | Saturn                                                 | 1997      |
| Mobile Suit Gundam: Side Story I - Senritsu no Blue                               | Bandai                             | Bandai             | Tir au pistolet            | Saturn                                                 | 1996      |
| Mobile Suit Gundam: Side Story II - Ao Wo Uketsugu Mono                           | Bandai                             | Bandai             | Tir au pistolet            | Saturn                                                 | 1996      |
| Mobile Suit Gundam: Side Story III - Sabakareshi Mono                             | Bandai                             | Bandai             | Tir au pistolet            | Saturn                                                 | 1997      |
| Mobile Suit Gundam: Target in Sight                                               | BEC                                | Namco Bandai Games | Action                     | PlayStation 3                                          | 2006      |
| Mobile Suit Gundam: Zion Dukedom Military-File                                    | Bandai                             | Bandai             | Stratégie                  | Power Macintosh Pipp!n PC : Windows                    | 1997      |
| Mobile Suit Z Gundam                                                              | Bandai                             | Bandai             | Action                     | FM-7                                                   | 1985      |
| Mobile Suit Z Gundam: AEUG vs. Titans                                             | Capcom                             | Bandai             | Tir au pistolet            | System 246 PlayStation 2                               | 2003      |
| Mobile Suit Z Gundam: AEUG vs. Titans DX                                          | Capcom                             | Bandai             | Tir au pistolet            | System 246                                             | 2004      |
| Mobilesuit Gundam: CG Visual Collection                                           | Bandai                             | Bandai             | Stratégie                  | Power Macintosh PC : Windows                           | 1997      |
| Mobilesuit Gundam: White Base - The 13th Independent Force                        | Bandai                             | Bandai             | Stratégie                  | Power Macintosh Pipp!n                                 | 1997      |
| Quiz Mobile Suit Gundam: Tou. Senshi                                              | Capcom                             | Banpresto          | Quiz                       | System 246 PlayStation Portable                        | 2006      |
| SD Gundam Eiyūden: Kishi Densetsu                                                 | Bandai                             | Bandai             | Rôle                       | WonderSwan Color                                       | 2001      |
| SD Gundam Eiyūden: Musha Densetsu                                                 | Bandai                             | Bandai             | Rôle                       | WonderSwan Color                                       | 2001      |
| SD Gundam Force                                                                   | Bandai                             | Bandai             | Tir au pistolet            | Game Boy Advance                                       | 2004      |
| SD Gundam Gaiden 2: Entaku no Kishi                                               | Bandai                             | Yutaka             | Rôle                       | Super Nintendo                                         | 1992      |
| SD Gundam Gaiden: Burning Attack                                                  | Banpresto                          | Banpresto          |                            | PCB                                                    | 1993      |
| SD Gundam Gaiden: Knight Gundam Monogatari                                        | Bandai                             | Bandai             | Rôle                       | Nintendo Entertainment System                          | 1990      |
| SD Gundam Gaiden: Knight Gundam Monogatari - Ooinaru Isan                         | Bandai / Angel                     | Bandai             | Rôle                       | Super Nintendo                                         | 1991      |
| SD Gundam Gaiden: Knight Gundam Monogatari 2 - Hikari no Kishi                    | Bandai                             | Bandai             | Rôle                       | Nintendo Entertainment System                          | 1992      |
| SD Gundam Gaiden: Knight Gundam Monogatari 3 - Densetsu no Kishi Dan              | Bandai                             | Bandai             | Rôle                       | Nintendo Entertainment System                          | 1992      |
| SD Gundam Gaiden: Lacroan' Heroes                                                 | Bandai                             | Bandai             | Rôle                       | Game Boy                                               | 1990      |
| SD Gundam Generation: Axis Senki                                                  | Bandai                             | Bandai             | Stratégie                  | Super Nintendo                                         | 1996      |
| SD Gundam Generation: Babylonia Kenkoku Senki                                     | Bandai                             | Bandai             | Stratégie                  | Super Nintendo                                         | 1996      |
| SD Gundam Generation: Colony Kaku Senki                                           | Bandai                             | Bandai             | Stratégie                  | Super Nintendo                                         | 1996      |
| SD Gundam Generation: Gryps Senki                                                 | Bandai                             | Bandai             | Stratégie                  | Super Nintendo                                         | 1996      |
| SD Gundam Generation: Ichinen Sensōki                                             | Bandai                             | Bandai             | Stratégie                  | Super Nintendo                                         | 1996      |
| SD Gundam Generation: Zanscare Senki                                              | Bandai                             | Bandai             | Stratégie                  | Super Nintendo                                         | 1996      |
| SD Gundam Neo Battling                                                            | Bandai                             | Banpresto          | Shoot them up              | Seta 1st Generation                                    | 1992      |
| SD Gundam Wars                                                                    | Bandai                             | Bandai             | Stratégie                  | Power Macintosh Pipp!n                                 | 1997      |
| SD Gundam World: Gachapon Senshi - Scramble Wars                                  | Bandai                             | Bandai             | Stratégie                  | Famicom Disk System Game Boy Advance Console virtuelle | 1987      |
| SD Gundam World: Gachapon Senshi - Scramble Wars - Map Collection                 | Bandai                             | Bandai             | Stratégie                  | Famicom Disk System                                    | 1989      |
| SD Gundam World: Gachapon Senshi 2 - Capsule Senki                                | Bandai                             | Shinsei            | Stratégie                  | Nintendo Entertainment System MSX                      | 1989      |
| SD Gundam World: Gachapon Senshi 3 - Eiyū Senki                                   | Bandai                             | Yutaka             | Stratégie                  | Nintendo Entertainment System                          | 1990      |
| SD Gundam World: Gachapon Senshi 4 - New Type Story                               | Bandai                             | Yutaka             | Stratégie                  | Nintendo Entertainment System                          | 1991      |
| SD Gundam World: Gachapon Senshi 5 - Battle of Universal Century                  | Bandai                             | Yutaka             | Stratégie                  | Nintendo Entertainment System                          | 1992      |
| SD Gundam: Daizukan                                                               | Bandai                             | Bandai             | Inclassable                | Playdia                                                | 1994      |
| SD Gundam: Dimension War                                                          | Bandai                             | Bandai             | Stratégie au tour par tour | Virtual Boy                                            | 1995      |
| SD Gundam: Emotional Jam                                                          | Bandai                             | Bandai             | Stratégie                  | WonderSwan                                             | 1999      |
| SD Gundam: G Century                                                              | Bandai                             | Bandai             | Stratégie                  | PlayStation Saturn                                     | 1997      |
| SD Gundam: G Generation - Cross Drive                                             | Bandai                             | Namco Bandai Games | Tactical RPG               | Nintendo DS                                            | 2007      |
| SD Gundam: G Generation - Gather Beat                                             | Bandai                             | Bandai             | Stratégie                  | WonderSwan                                             | 2000      |
| SD Gundam: G Generation - Gather Beat 2                                           | Bandai                             | Bandai             | Stratégie                  | WonderSwan Color                                       | 2001      |
| SD Gundam: G Generation - Monoeye Gundams                                         | Bandai                             | Bandai             | Stratégie                  | WonderSwan Color                                       | 2002      |
| SD Gundam: G Generation Advance                                                   | Bandai                             | Bandai             | Stratégie                  | Game Boy Advance                                       | 2003      |
| SD Gundam: G Generation DS                                                        | Bandai                             | Bandai             | Tactical RPG               | Nintendo DS                                            | 2005      |
| SD Gundam: G Generation Portable                                                  | Namco Bandai Games                 | Namco Bandai Games | Stratégie                  | PlayStation Portable                                   | 2006      |
| SD Gundam: G Generation Wars                                                      | Bandai                             | Bandai Namco Games | Tactical RPG               | PlayStation 2 Wii                                      | 2009      |
| SD Gundam: G Next                                                                 | Bandai                             | Bandai             | Stratégie                  | Super Nintendo                                         | 1995      |
| SD Gundam: G Next - Unit and map collection                                       | Bandai                             | Bandai             | Stratégie                  | Super Nintendo                                         | 1996      |
| SD Gundam: Gashapon Senki - Episode One                                           | Bandai                             | Bandai             | Stratégie                  | WonderSwan                                             | 1999      |
| SD Gundam: Gashapon Wars                                                          | BEC / Nintendo                     | Bandai             | Stratégie                  | GameCube Wii                                           | 2005      |
| SD Gundam: Gundam Wars                                                            | Bandai                             | Bandai             | Stratégie                  | Nintendo Entertainment System                          | 1993      |
| SD Gundam: GX                                                                     | Bandai                             | Bandai             | Stratégie                  | Super Nintendo                                         | 1994      |
| SD Gundam: Operation U.C.                                                         | Bandai                             | Bandai             | Beat them all              | WonderSwan Color                                       | 2002      |
| SD Gundam: Power Formation Puzzle                                                 | Bandai                             | Bandai             | Puzzle                     | Super Nintendo                                         | 1996      |
| SD Gundam: Psycho Salamander no Kyōi                                              | Bandai                             | Bandai / Banpresto | Shoot them up              | PCB                                                    | 1991      |
| SD Gundam: Sangokushi Rainbow Tairiku Senki                                       | Bandai                             | Banpresto          | Run and gun                | PCB                                                    | 1993      |
| SD Gundam: Scad Hammers                                                           | Bandai                             | Bandai Namco Games | Jeu d'action-aventure      | Wii                                                    | 2006      |
| SD Gundam: SD Sengokuden - Kunitori Monogatari                                    | Bandai                             | Bandai             | Stratégie                  | Game Boy                                               | 1990      |
| SD Gundam: SD Sengokuden 2 - Tenka Tōitsu Hen                                     | Bandai                             | Bandai             | Stratégie                  | Game Boy                                               | 1992      |
| SD Gundam: SD Sengokuden 3 - Chijō Saikyō Hen                                     | Bandai                             | Bandai             | Stratégie                  | Game Boy                                               | 1992      |
| SD Gundam: Winner's History                                                       | Bandai                             | Bandai             | Action                     | Game Gear                                              | 1995      |
| SD Kidō Senshi Gundam 2                                                           | Bandai / Angel                     | Bandai             | Shoot them up              | Super Nintendo                                         | 1993      |
| SD Kidō Senshi Gundam: V Sakusen Shidō                                            | Bandai / Angel                     | Bandai             | Shoot them up              | Super Nintendo                                         | 1992      |
| Shin Kidō Senshi Gundam W: Endless Duel                                           | Bandai                             | Bandai             | Combat                     | Super Nintendo                                         | 1996      |
| Shin SD Gundam Gaiden: Knight Gundam Monogatari                                   | Bandai                             | Bandai             | Rôle                       | Game Boy                                               | 1994      |
| Shin SD Sengokuden: Taishō Gun Retsuden                                           | Bandai                             | BEC                | Stratégie                  | Super Nintendo                                         | 1995      |
| Super Gachapon World: SD Gundam X                                                 | Bandai                             | Yutaka             | Stratégie                  | Super Nintendo                                         | 1992      |
| Super Robot Spirits                                                               | Vertex                             | Banpresto          | Combat                     | Nintendo 64                                            | 1998      |

- Mobile Suit Gundam: Journey to Jaburo : 2000, PlayStation 2
- Mobile Suit Gundam: Zeonic Front : 2001, PlayStation 2
- Mobile Suit Gundam: Jionic Front : 2001, PlayStation 2
- Mobile Suit Gundam SEED : 2003, PlayStation 2
- Mobile Suit Gundam: Encounters in Space : 2003, PlayStation 2
- Mobile Suit Gundam: Lost War Chronicles
- Mobile Suit Gundam SEED: Never Ending Tomorrow : 2004, PlayStation 2
- MS Saga: A New Dawn : 2005, PlayStation 2
- Universal Century Gundam Online : 2007
- Mobile Suit Gundam Climax U.C. : 2006, PlayStation 2
- Mobile Suit Gundam: One Year War : 2005, PlayStation 2
- Mobile Suit Gundam: Spirits of Zeon ~Dual Stars of Carnage~
- Mobile Suit Gundam: Spirit of Zeon ~Memory of Soldier~

PC-98
- Mobile Suit Gundam: A Year Of War, 1993 Stratégie
- Mobile Suit Gundam: Advanced Operation, Stratégie
- Mobile Suit Gundam: Desert Operation, Stratégie
- Mobile Suit Gundam: MS Field 2 '92, Stratégie
- Mobile Suit Gundam: MS Field 2 '93, Stratégie
- Mobile Suit Gundam: Multiple Operation, Stratégie
- Mobile Suit Gundam: Return Of Zion, Stratégie
- Mobile Suit Gundam: Stardust Operation, Stratégie

MSX
- MS Field Kidō Senshi Gundam Plus Kit
- MS Field Kidō Senshi Gundam Plus Kit Tsuki
- MS Field: Kidō Senshi Gundam

Téléphone mobile
- Gundam 3D Operation
- Gundam Atlantic Battle
- Gundam Space Assault
- Gundam Zeta
- SD Gundam Battle

## Liens utiles
- SD Gundam G Generation (en)